# Knihovna University Coimbra
Všeobecná knihovna univerzity v Coimbře je univerzitní knihovna, která byla založena před rokem 1513 a nachází se v ní jedna z nejpozoruhodnějších a nejinovativnějších knihovních budov Evropy počátku 18. století, knihovna Joanina.
Knihovna se po staletí definovala jako „veřejná knihovna“. Byla jednou z prvních knihoven v Evropě, která poskytovala předmětové katalogy (od roku 1743), a nikdy nepřipustila cenzuru, a to ani v temných obdobích. Je zde uloženo mnoho dokumentů evropského významu.

## Historie
První universitní knihovna vznikla pravděpdobně před rokem 1308. První písemná zmínka o ní pochází z roku 1503 V roce 1537 je zmiňována jako „Livraria do Estudo“ (Studijní knihovna), Její provoz byl upraven stanovami z roku 1544. Další stanovy z roku 1591 ji definují jako „veřejnou knihovnu“, což je mezi evropskými univerzitními knihovnami vzácný případ. V období vlády krále Filipa se knihovna nacházela v různých provizorních prostorách. Král Jan V. Portugalský nechal v letech 1717-1728 zbudovat novou knihovní budovu.
V roce 1962 byla postavena nová knihovní budova.
Významná část knihovního fondu je dostupná on-line.

## Evropské dědictví
Knihovna byla v roce 2014 zařazena mezi památky Evropského dědictví. Důvodem je skutečnost, že již od 16. století se jednalo o knihovnu veřejnou a ta se vždy se stavěla proti jakákoliv cenzuře knihovního fondu.